# Émeute de Gazi
L’émeute de Gazi, ou massacre de Gazi, est une émeute sévèrement réprimée par la police survenue dans la nuit du 12 mars 1995 à Istanbul en Turquie. Au cours des quatre jours de troubles, 23 personnes ont été tuées et plus de 1 400 émeutiers et policiers ont été blessés.

## Déroulement
Gazi est un quartier populaire d'Istanbul où vivent essentiellement des Kurdes alévis. 
Le 12 mars 1995, à 21 h, un groupe d’inconnus à bord d’un taxi volé se rend dans le quartier de Gazi et tire sur quatre cafés et une pâtisserie. Un dede, Halil Kaya, est tué durant cette attaque. Les assaillants égorgent ensuite le chauffeur et incendient le taxi avant de prendre la fuite. À la suite de cette fusillade, de nombreux habitants de Gazi sortent dans la rue pour protester contre l’indifférence de la police. Vers minuit, ils décident de se rendre devant le commissariat local et de poursuivre leur protestation. Ils sont alors violemment repoussés par des policiers.
Le 13 mars 1995, vers 4 h, le gouverneur d’Istanbul, le chef de la police et des représentants du quartier de Gazi se réunissent dans le bureau du gouverneur pour trouver une solution. Alors que la protestation se calme peu à peu, plusieurs policiers commencent à tirer en direction de la masse. Un homme, Mehmet Gündüz, est tué et dix autres personnes sont ainsi blessées. Au matin, ce sont des milliers de gens, de Gazi et des quartiers voisins, qui rejoignent le mouvement. À 11 h, plusieurs policiers tirent à nouveau sur la foule. Fadime Bingöl et Sezgin Engin sont tués. Les tirs recommencent vers 14 h.  Zeynep Poyraz, Dilek Sevinç, Ali Yıldırım, Reis Kopal, Mümtaz Kaya, Fevzi Tunç, Hasan Sel, Hasan Gürgen, Dinçer Yılmaz et Hasan Ersürer trouvent aussi la mort. Une autre charge policière est lancée vers 15 h 15 contre les personnes présentes aux funérailles de Halil Kaya et Mehmet Gündüz. À 16 h, un couvre-feu est décidé pour Gazi et ses environs.

## Victimes
- Halil Kaya
- Chauffeur de taxi
- Mehmet Gündüz
- Zeynep Poyraz
- Fadime Bingöl
- Ali Yıldırım
- Dilek Sevinç
- Reis Kopal
- Fevzi Tunç
- Mümtaz Kaya
- Hasan Sel
- Sezgin Engin
- Dinçer Yılmaz
- Hasan Gürgen
- Yaşar Aydın

## Le cas de Özlem Tunç
Au moment des faits, Özlem Tunç était une jeune femme qui prenait part à ces protestations. Elle est arrêtée par la police et amenée dans un café vide. Le lieu est finalement submergé d'une trentaine de policiers qui commencent à la frapper violemment, à l'agresser sexuellement, et finalement décident de lui tirer une balle dans la tête pour en finir. Mais cette balle ne la tue pas. Elle est laissée pour morte à côté d'un conteneur poubelle en plein milieu de la rue. Ce moment est filmé par des caméras et diffusé plus tard à la télévision en complément de son interview pour l'émission 32. gün sur Show TV en 1996. Elle mettra plusieurs années pour récupérer physiquement.

## Suite judiciaire
Le 11 avril 1995, les proches des victimes décident de poursuivre des représentants de l'État et plusieurs policiers. Le procureur lance des investigations, jugées par la suite insuffisantes, et la cour d’assises d’Eyüp est saisie mais celle-ci transfère l’affaire à Trabzon pour des raisons de sécurité. Le procès commence véritablement le 16 décembre 1997 et se termine au début des années 2000. Seuls deux policiers seront finalement condamnés, et à des peines légères. L'affaire se poursuit ensuite devant la Cour européenne des droits de l'homme qui condamne la Turquie pour violation des articles 2 (droit à la vie) et 13 (droit à un recours effectif) de la Convention de sauvegarde des droits de l'Homme et des libertés fondamentales en 2005.
| Accusés                                       | Issue |
| --------------------------------------------- | --- |
| Hayri Kozakçıoğlu, gouverneur d'Istanbul      | Poursuite rejetée (décision du 19 avril 1995 du procureur)                                                                                     |
| Necdet Menzir, chef de la police stambouliote | Poursuite rejetée (décision du 4 juillet 1995 du procureur)                                                                                    |
| Nahit Menteşe, ministre de l'Intérieur        | Poursuite rejetée (décision du 5 juillet 1995 du procureur)                                                                                    |
| 18 officiers de police                        | Acquittement (jugement du 3 mars 2000 de la cour d'assises de Trabzon)                                                                         |
| Adem Albayrak, policier                       | 5 ans d'emprisonnement pour le meurtre de Fevzi Tunç, Reis Kopal et Dilek Sevinç (jugement du 5 novembre 2001 de la cour d'assises de Trabzon) |
| Mehmet Gündoğan, policier                     | 1 an et 8 mois d'emprisonnement pour le meurtre de Mümtaz Kaya (même jugement)                                                                 |

## L'émeute de Ümraniye

### Déroulement
Les faits qui se sont déroulés à Gazi se sont propagés dans les quartiers voisins tels que Sarıgazi et Mustafa Kemal, et aussi dans plusieurs autres grandes villes.
Le 15 mars 1995, dans le quartier de Mustafa Kemal à Ümraniye, de nombreuses personnes se réunissent pour se rendre aux funérailles des victimes de Gazi. Sur la route, ils se confrontent à des policiers qui décident de tirer sur la foule, tuant ainsi plusieurs protestants.

### Victimes
- Hasan Puyan
- İsmihan Yüksel
- İsmail Baltacı
- Genco Demir
- Hakan Çabuk

### Suite judiciaire
Le 11 avril 1995, une plainte commune est déposée. Mais, le 15 avril 1995, la demande est rejetée par le procureur d'Üsküdar qui estime qu'il n'y a pas assez de preuves. Les proches des victimes font appel à cette décision mais leur appel est également rejeté le 13 novembre 1998 par la cour d'assises de Kadıköy. Aucun policier ne sera condamné pour ces faits. La Cour européenne des droits de l'homme condamne la Turquie pour cet incident lors du jugement de Gazi en 2005.

## Hypothèses
Les incidents de Gazi et de Ümraniye sont attribués au réseau Ergenekon, un État parallèle de kémalistes fascisants. Les groupes d'extrême gauche et kurdes, très présents dans le quartier de Gazi, ont été accusés d'avoir participé à la montée des tensions entre les alévis et les autorités durant ces événements.

## Répercussions
L'émeute de Gazi a traumatisé la communauté alévie dont les liens avec l'État turc se sont fortement dégradés. Cela a entraîné la création de nombreuses associations alévies et une renaissance de l'identité alévie. Le 12 mars est commémoré chaque année par les alévis. Cet incident a également forgé une véritable identité de résistants chez le « peuple de Gazi » ; de nombreux groupes d'extrême gauche et kurdes sont aujourd'hui actifs dans ce quartier où ils affrontent régulièrement la police.